# Maquis du Vercors
Pour les articles homonymes, voir Vercors.
Seconde Guerre mondiale
Batailles
2e campagne de France
- Corse
- Limousin
- Ain et Haut-Jura
- Les Glières
- Ascq
- Division Brehmer
- Mont Mouchet
- Opérations SAS en Bretagne
- Bataille de Normandie
- Guéret
- Brigade Jesser
- Cornil
- 1er Tulle
- 2e Tulle
- Argenton-sur-Creuse
- Oradour-sur-Glane
- 1er Ussel
- Saint-Marcel
- Saffré
- Mont Gargan
- Vercors
- Penguerec
- Lioran
- Égletons
- 2e Ussel
- Débarquement de Provence
- Port-Cros
- La Ciotat
- Toulon
- Martigues
- Marseille
- Nice
- Rennes
- Saint-Malo
- Brest
- Paris
- Mont-de-Marsan
- Montélimar
- Maillé
- Écueillé
- La Saulx
- Meximieux
- Nancy
- Colonne Elster
- Dunkerque
- Arracourt
- Saint-Nazaire
- Lorient
- Metz
- Royan et de la pointe de Grave
- Campagne de Lorraine
- Colmar

Front d'Europe de l'Ouest
Front d'Europe de l'Est
Campagnes d'Afrique, du Moyen-Orient et de Méditerranée
Bataille de l'Atlantique
Guerre du Pacifique
Guerre sino-japonaise
Pendant la Seconde Guerre mondiale, le maquis du Vercors est une importante base de la Résistance française réfugiée dans le massif du Vercors, considéré comme une véritable forteresse naturelle.

## Déroulements des faits

### 1940-1941: du tourisme traditionnel à l'accueil de réfugiés
Dès l'automne 1939, avant même la signature de l'armistice du 22 juin 1940, les infrastructures touristiques de la région de Villard-de-Lans sont mises à profit pour l'accueil de réfugiés et le repli depuis Paris d'un certain nombre d'établissements scolaires privés : cours Saint-Louis, cours Daumas, collège Turenne et le lycée polonais de Paris, à partir d'octobre 1940. Des réfugiés s'installent dans les hôtels, et parmi eux de nombreux Juifs étrangers, souvent aisés.
Au « refuge spontané » de cette population plutôt aisée, s'ajoutent dans les années ultérieures un « refuge organisé » qui concerne, par exemple, à partir de novembre 1942, des enfants originaires du Var, dans le Vercors drômois. En novembre 1943, la petite commune de La Chapelle-en-Vercors compte 139 personnes plus ou moins hivernants ou réfugiés.

### 1942: constitution d'un groupe de Franc-Tireur
Le 6 avril 1942, à Lans, le contact est établi entre deux groupes d'hommes proches de la SFIO : un groupe de Grenoble avec notamment l'ancien maire Léon Martin et un groupe du plateau de Villard-de-Lans, avec le docteur Eugène Samuel. La jonction est également faite avec Jean-Pierre Lévy qui a créé le mouvement Franc-Tireur. C'est sous cette étiquette que se retrouveront les socialistes de Grenoble et de Villard. Le cafetier grenoblois Aimé Pupin est considéré comme le chef civil du maquis du Vercors,.
Fin 1942, il effectue la jonction avec un autre noyau de résistants affilié à Franc-Tireur et il implante l'ensemble de ces moyens de résistance sur le versant ouest du massif du côté de Saint-Jean-en-Royans. Pupin est arrêté en septembre 1943 et remplacé par Eugène Chavant, lui aussi cafetier et issu du groupe de Grenoble.
À partir de septembre 1942, les différents groupes Franc-Tireur du plateau se consacrent à l'établissement de camps pour accueillir de nombreux « réfractaires » au départ en Allemagne. Le premier camp est établi en janvier 1943 à la ferme d'Ambel, près du col de la Bataille, regroupant soixante cheminots de Fontaine. D'autres camps sont établis à Méaudre, Laragnole, Corrençon et au col de la Chau.

### Début 1943: le projet Montagnards et l'implication de l'Armée secrète
Parallèlement à l'implantation de Franc-Tireur sur le plateau, et sans lien avec ses différents acteurs, Pierre Dalloz, un architecte urbaniste pionnier de l'alpinisme, élabore un plan connu plus tard sous le nom de « projet Montagnards » qui consiste à mettre à profit l'apparence de forteresse naturelle qui caractérise le plateau du Vercors.
La version de décembre 1942 de ce projet comporte un « programme d'action immédiat » consistant en la création de corps francs, l'aménagement de terrains d’atterrissage clandestins, le stockage d'armes et d'explosifs et la défense des principaux points d'accès au plateau. Une seconde étape est envisagée dans le cadre d'une reconquête de la France par les Alliés. Le plateau pourrait alors recevoir des troupes aéroportées et être la base de départ de raids visant à désorganiser les voies de communications ennemies tout autour du plateau.
Dalloz raconte que l'idée de ce projet lui est venue en mars 1941, alors qu'il était en compagnie de l'écrivain Jean Prévost et qu'ils avaient une vue sur le Vercors depuis Sassenage, mais jusqu'au début de 1943, il n'avait pas de contact avec des mouvements de Résistance. La conjoncture évoluant, il donne forme à son projet en décembre 1942 et rencontre à Lyon le journaliste Yves Farge du Progrès, qui est lui-même en contact avec Jean Moulin à qui il fait avaliser le projet de Dalloz.
Farge et Dalloz peuvent alors rencontrer le 10 février le chef de l'Armée secrète, le général Delestraint, qui le soumet dès le 12 aux services français de Londres qui donnent leur accord au projet en diffusant le 25 février sur les ondes de la BBC le message « Les montagnards doivent continuer à gravir les cimes ». Dès le 30 janvier, Dalloz a reçu des fonds de Jean Moulin, et Yves Farge facilite la mise en relation des hommes de Franc-Tireur avec Dalloz.
Ce dernier implique dans le projet le commandant Marcel Pourchier, ancien commandant de l’École militaire de haute montagne de Chamonix, et le capitaine Alain Le Ray, alpiniste et officier des troupes alpines qui rédige une étude militaire de mise en œuvre du projet et devient le premier chef militaire du maquis du Vercors. Lors de la rencontre avec Delestraint, le chef de l'Armée secrète, informé de ce que Franc-Tireur est le seul mouvement représenté sur le Vercors, insiste pour que ce mouvement ne soit pas concurrencé.
La première rencontre entre Dalloz et les hommes de Franc-Tireur, Pupin et Samuel, aurait eu lieu le 3 mars 1943 sur le site de Vassieux pressenti comme possible terrain d'atterrissage. Par la suite, Pupin est maintenu en place et informé de la tournure des événements, mais la quasi-totalité des participants au « comité de combat », le premier organisme dirigeant du Vercors, sont issus de ce que l'historien Gilles Vergnon nomme « l'implant national », au détriment des premiers initiateurs grenoblois.

### 1943: réorganisation du maquis avec les officiers de l'Armée secrète

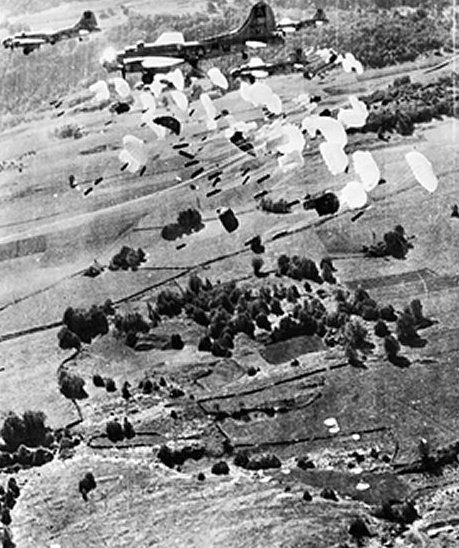
B-17 de l'USAAF larguant du matériel destiné au maquis.

Drapeau de la République libre du Vercors (juin-juillet 1944).

La relative mise à l'écart des dirigeants de Franc-Tireur dans la nouvelle organisation ne suscite pas les rancœurs que l'on pouvait attendre, car les moyens financiers considérables affectés par Jean Moulin à l'opération Vercors donnaient les moyens d'accueillir correctement les nouvelles recrues. En mars 1943, lorsque se fait la jonction entre les premiers maquis encadrés par Franc-Tireur et l'Armée secrète, l'afflux de réfractaires fuyant le service du travail obligatoire (STO) monte l'effectif des maquis à environ 400, répartis en huit camps.
Entre février et mars, plus de 4,5 millions de francs sont transmis pour le Vercors par Daniel Cordier, secrétaire de Jean Moulin à Yves Farge. Sur la même période, l'ensemble de l'Armée secrète ne reçoit qu'un peu plus de six millions de francs, ce qui pour le coup provoque les récriminations de certaines mouvances de la Résistance comme Combat qui s'estiment moins bien loties.
Le printemps 1943 est également la période où sont donnés les premiers coups durs par les Italiens qui occupent l'Isère depuis novembre 1942 (ils sont remplacés par les Allemands en septembre 1943). Léon Martin est arrêté le 24 avril 1943 et Aimé Pupin le 27 mai avec quelques membres de son équipe.
Après ces arrestations le Maquis s'organise avec un chef civil, Samuel puis Chavant, et un chef militaire, Le Ray, qui divise le massif en deux zones de commandement : le nord confié à Roland Costa de Beauregard et le sud à Pierre Guay. Les camps sont remplacés par des « trentaines », des divisions plus mobiles auxquelles s'ajoutent ensuite des « compagnies civiles » réservistes basées sur le plateau, mais aussi à Grenoble et dans la région de Romans. Le Ray, tout comme ses successeurs, dépendent du commandant Marcel Descour, chef d'état-major de la région R1 de l'Armée secrète et ancien chef régional de l'Organisation de résistance de l'Armée (ORA). Les 11 et 12 août, le nouveau dispositif est présenté à l'occasion d'une grande manifestation sur la prairie de Darbounouze, devant tous les responsables du maquis et un certain nombre d'amis comme Hubert Beuve-Méry, ancien de l'École des cadres d'Uriage.
Le 13 novembre 1943, le premier parachutage d'armes et de matériel a lieu dans la prairie de Darbounouze sur les hauts plateaux du Vercors drômois. La récupération des armes se fait dans une certaine pagaille, et c'est l'occasion pour l'État-major de l'AS de destituer Le Ray pour le remplacer le 31 janvier par le lieutenant Narcisse Geyer, alias Thivollet, promu alors capitaine. Geyer est arrivé sur le Vercors depuis le Nord de la Drôme, à la tête de 300 hommes du 11e régiment de cuirassiers reconstitué. La personnalité du nouveau chef militaire est contestée en dépit de son indéniable courage physique. On lui reprocha son goût pour l'apparat, mais surtout son incapacité à instaurer une relation de confiance avec le responsable civil Chavant.

### 1944: afflux de maquisards et instauration de la République libre du Vercors
| Massif du Vercors Vassieux-en-Vercors |

Les premières attaques allemandes contre le Vercors ont lieu le 22 janvier 1944 aux Grands Goulets (hameau des Barraques-en-Vercors), puis le 29 janvier à Malleval, où est situé le 6e BCA reconstitué par Albert de Seguin de Reyniès, suivies de celles au monastère d'Esparron et à Saint-Julien-en-Vercors.
Bientôt connu comme l'un des principaux centres de résistance du maquis, le village de Vassieux, situé sur le plateau du Vercors vers 1 100 mètres d'altitude, est l'objet, du 16 au 24 avril 1944, d'une première opération de répression, menée par la Milice française sous le commandement de Raoul Dagostini. Vingt-cinq camions remplis de miliciens et de GMR arrivent sur le plateau le 16 avril. Plusieurs fermes sont pillées et incendiées, des habitants sont torturés et déportés et trois d'entre eux sont fusillés. Les maquisards évitent l'affrontement car il n'est pas dans les intentions de l'État-major de sacrifier inutilement des hommes contre les GMR ou les miliciens, afin de préserver le maximum de forces jusqu'au débarquement,.
Dans le cadre du plan allié visant à « embraser tout l'hexagone pour ne pas révéler qu'Overlord n'intéresse que la Normandie » (Pierre Montagnon), le code « Il y a de l'eau dans le gaz », lancé depuis Londres le 1er juin 1944, alerte les résistants de la région R1, tandis que pour le Vercors il signifie le verrouillage du plateau. Le 5 juin, quatre messages (plans Vert, Guérilla, Tortue et Violet) avec le fameux code « le Chamois des Alpes bondit » (l'animal étant l’emblème du maquis), donnent le signal de l'action armée pour 4 000 maquisards. Le Vercors voit converger vers lui des centaines de volontaires, impatients d'agir. Ils sont placés sous le commandement du lieutenant-colonel François Huet, chef militaire du Vercors depuis mai 1944, et de son chef d'état-major, le capitaine Pierre Tanant. Marcel Descour, devenu colonel et toujours responsable de la région R1, mais relevant des FFI dans lesquels s'est fondue l'Armée secrète, installe son PC à la maison forestière du Rang des Pourrets à Saint-Agnan d'où il commandera l'action militaire dans tous les départements de la région R1 (approximativement région Rhône-Alpes).
À partir du verrouillage des accès au plateau par la Résistance, le 9 juin jusqu'à l'offensive allemande, le 21 juillet, à l'instar d'un certain nombre d'autres zones disséminées sur le territoire français, le Vercors fonctionne comme une zone libérée, support d'une structure étatique qui prolonge l'embryon d'État dirigé par le Gouvernement provisoire de la République française (GPRF). Cette « République libre du Vercors » n'est officiellement intronisée que le 3 juillet avec une prise d'armes en l'honneur d'Yves Farge, revenu en tant que commissaire de la République de la région R1. Le Vercors a ainsi une administration civile, le « Comité de libération nationale du Vercors » (CLNV), présidé par Eugène Chavant, assisté de deux sous-préfets. Les civils sont cependant soumis aux militaires, le CLNV n'étant que le relais du GPRF, véritable contre-État.
Les 13 et 15 juin, les Allemands, qui, selon certains témoignages, auraient été provoqués par le déploiement d'un immense drapeau aux couleurs de la République libre du Vercors, visible depuis la vallée, occupent Saint-Nizier, accès le plus aisé vers le massif du Vercors. Ils contraignent les maquisards à quitter le Vercors nord et à se replier au-delà des gorges de la Bourne. Finalement, les troupes allemandes se replient sur Grenoble en laissant des postes d'observation dans le territoire conquis. Le 21 juin, ils mesurent également la résistance effective des combattants au hameau des Écouges. De leur côté, les maquisards attendent l'exécution du plan Montagnards et demandent l'envoi de troupes aéroportées. La Wehrmacht est ici représentée par la 157e Division alpine qui avait sévi en mars-avril aux Glières (Haute-Savoie). Commandée par le général Karl Pflaum, elle est forte de plus 14 000 hommes. Quant aux troupes aéroportées, elles dépendent de la Luftwaffe basée à Dijon d'où partent également les missions de reconnaissance et de bombardements sur le plateau (comme ce fut le cas aux Glières).
Le 25 juin, les Alliés procèdent en plein jour à un parachutage massif d'armes sur le plateau (opération Zebra). À plusieurs reprises, la population apporte son aide aux opérations de récupération du matériel, de jour comme de nuit. Les armes sont notamment cachées dans des cavités naturelles (scialets, fissures de lapiaz…) très nombreuses sur le Plateau de Vassieux. Cependant, près de la moitié des combattants restent non armés.
Début juillet 1944, la mission Paquebot, chargée de préparer un terrain d'atterrissage à Vassieux, est envoyée sur place par les autorités d'Alger. L'une des deux sections ayant cette responsabilité est placée sous les ordres de Claude Falck. Mais, le plan « Montagnards », c'est-à-dire l'envoi massif de troupes aéroportées auquel s'attendaient les maquisards, ne sera jamais appliqué ; il va même tragiquement s'inverser, les maquisards, assaillants potentiels, devenant des assiégés pris au piège. Entre la bataille de Normandie et la préparation du débarquement de Provence, la défense du bastion du Vercors n'entre pas dans les priorités des Alliés.

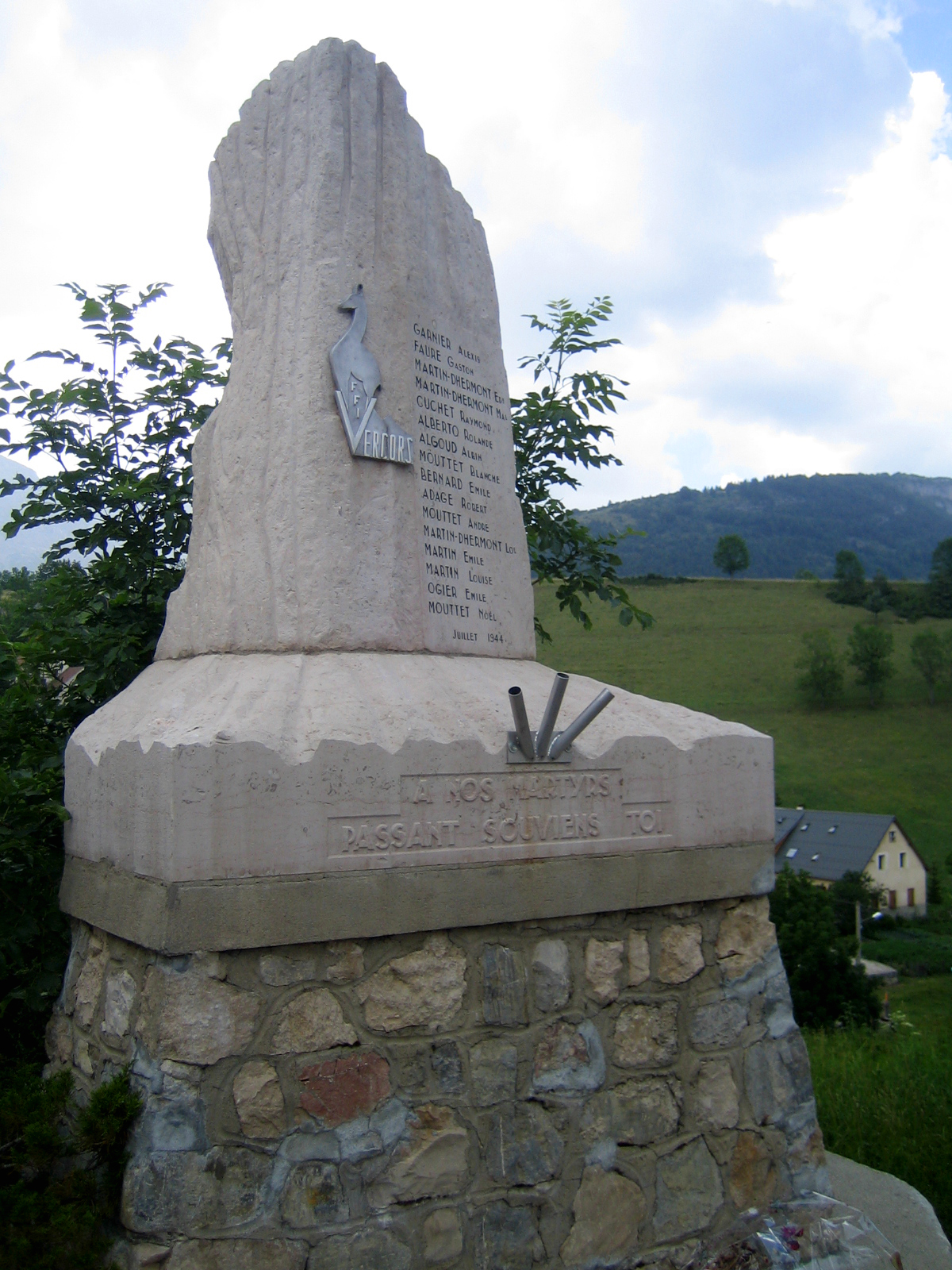
L'un des 2 monuments en l'honneur des combattants tués à Gresse.

### Juillet 1944: l'assaut
Après l'intervention de la Milice, les Allemands décident de faire intervenir la 157e division de montagne. Ils ont d'abord envisagé de procéder à l'assaut contre le Vercors au mois de mai 1944 sous le nom de code Bergen, mais cette opération est repoussée en juillet sous le nom de code Aktion Bettina.
La Luftwaffe effectue d'abord de sévères bombardements sur Vassieux et La Chapelle-en-Vercors les 13 et 14 juillet, ce qui n'empêche pas le déroulement de cérémonies du 14 juillet euphoriques dans toutes les localités du plateau. Le même 14 juillet voit en plein jour 72 forteresses volantes larguer sur Vassieux un millier de conteneurs (opération Cadillac).
En dépit de ces parachutages spectaculaires, les troupes du Vercors manquent d'armes lourdes qui auraient permis de résister à l'assaut qui est finalement déclenché le 21 juillet par la 157e division du général Karl Pflaum. L'offensive est menée sur trois fronts : débarquement aéroporté de chasseurs-parachutistes à Vassieux, avec utilisation par les planeurs de la piste prévue pour recevoir des renforts alliés, attaque principale sur l'axe Lans-Corrençon, assaut sur la ligne de crête des « pas » par les troupes alpines. Le dispositif français ne peut pas résister et le 23 juillet François Huet et son chef d'État-major, Pierre Tanant, ordonnent la dispersion des groupes de maquisards qui doivent, selon sa formule, « maquiser le maquis ».
L'opération allemande qui a mobilisé près de 10 000 hommes a représenté la plus vaste entreprise menée en France contre la Résistance. Le débarquement aéroporté à Vassieux s'est fait sur le modèle de l'opération Rösselsprung lancée en Bosnie contre le PC de Tito le 25 mai 1944. Les Allemands ont pris au sérieux le danger que pouvait constituer une tête de pont alliée menaçant Grenoble et Valence.
L'offensive contre le maquis s'est accompagnée d'atrocités contre les populations civiles et les maquisards capturés : massacre des habitants de Vassieux, exécution sommaire de 16 habitants de La Chapelle. L'historien Gilles Vergnon fait remarquer que la Wehrmacht, qui a commis beaucoup d'exactions sur le front de l'Est et dans les Balkans, en a peu commis en France. Ces exactions seront versées par la délégation française au tribunal de Nüremberg avec celles d'Oradour-sur-Glane, Tulle, Ascq et Maillé.

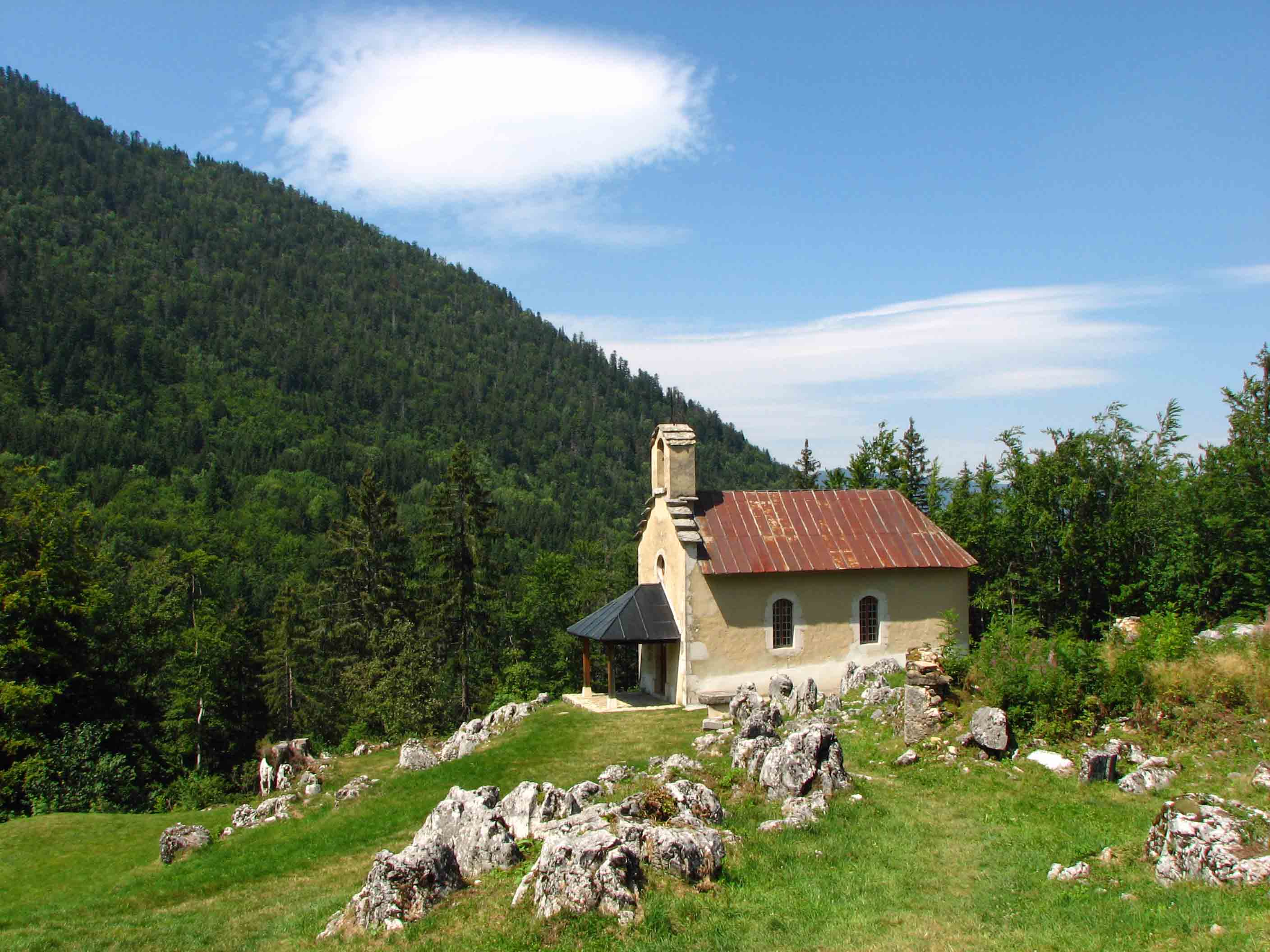
La chapelle de Valchevrière.

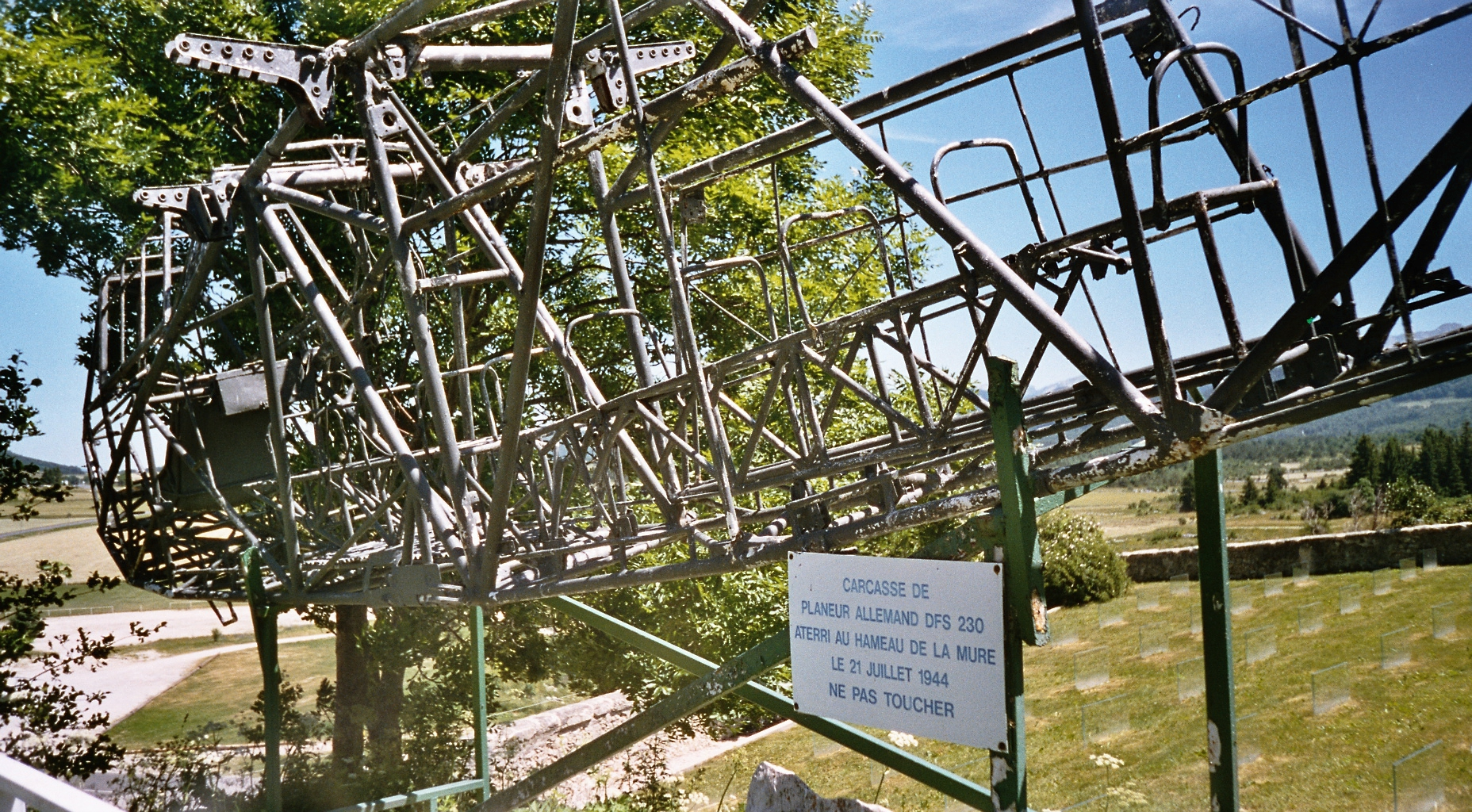
Carcasse de planeur allemand DFS 230-La Mure.

Témoin de la violence des combats, le hameau de Valchevrière, en pleine forêt, a servi de camp aux maquisards avant d'être le lieu d'un sévère affrontement les 22 et 23 juillet 1944. Sur le belvédère qui domine le village, le lieutenant Abel Chabal et ses hommes se sont sacrifiés pour retarder l'avance allemande et sont morts les armes à la main. Les maisons furent ensuite incendiées. Aujourd'hui, le village en ruines est resté en l'état, avec ses poutres calcinées, ses pierres à nu et noircies. Seule la petite chapelle est encore debout.

## Fin juillet-début août 1944: la cour martiale
Le Vercors ayant été ceinturé par un cordon de soldats allemands, de nombreux résistants en fuite ont été tués (parmi lesquels l'écrivain et chef militaire Jean Prévost) ou arrêtés au débouché des gorges donnant sur les vallées. Par ailleurs, de nombreuses rafles pour retrouver les anciens du maquis ont été menées dans la vallée de l'Isère (Saint-Marcellin, Vinay, Romans, Tullins, Valence, etc.) par l'officier de la Feldgendarmerie dirigeant la répression (connu localement sous le surnom Oberland), assisté par sa maîtresse Mireille Provence (dite « l'espionne du Vercors »). Les personnes arrêtées étaient conduites à l'école de Saint-Nazaire-en-Royans où, du 26 juillet au 5 août 1944, Oberland, assisté de Mireille Provence, a dirigé une « cour martiale ». Une quarantaine de résistants ont été fusillés dans le parc du château, de nombreux autres déportés en Allemagne. Un groupe de 19 résistants a été livré par les Allemands à la Milice qui les a fusillés à Beauvoir-en-Royans.

## Bilan des combats
Au total, les combats du Vercors ont coûté 639 tués aux combattants et 201 aux civils. Du côté des Allemands, il y eut officiellement 65 tués (principalement lors du crash de 4 planeurs), 133 blessés et 18 disparus. Par ailleurs, 573 maisons ont été détruites et 41 habitants de Vassieux déportés.
À l'instar du maquis des Glières, cette tragédie a mis en lumière la vulnérabilité des « maquis-silos », où étaient concentrés trop d'hommes trop faiblement armés et formés.

### Forces allemandes engagées dans les combats
Selon l'ordre du 8 juillet 1944 du général Niehoff (de), Kommandant des Heeresgebietes Südfrankreich (région militaire du sud de la France), sur l'opération Bettina contre le maquis du Vercors, il apparaît que le commandement allemand a mis en œuvre près de 10 000 soldats et policiers (allemands et auxiliaires étrangers), soit :
1. la quasi-totalité des effectifs de la 157. Reserve-Division de la Wehrmacht[21] :
  - quatre bataillons de chasseurs de montagne de réserve (Btl. I./98, II./98, 99 et 100 du Reserve-Gebirgsjäger-Regiment 1, moins les forces assurant la sécurité immédiate des cols frontaliers et des casernements) ;
  - deux bataillons de grenadiers de réserve (Btl. 179 et 199 du Reserve-Grenadier-Regiment 157, moins les forces assurant la sécurité immédiate des casernements, le Btl. 217 demeurant à Embrun) ;
Selon l'historien militaire allemand Peter Lieb (École d'officiers de Sandhurst), les bataillons d'infanterie engagés dans le Vercors ne devaient pas comprendre plus de six cents hommes chacun.
  - deux batteries d'artillerie de réserve (du Res.Geb.Art.Abt. 79 du Reserve-Artillerie-Regiment 7). Cette 157e division de réserve (157. Reserve-Division), devenue 8e division de montagne (8. Gebirgs-Division) en mars 1945, spécialisée dans les actions contre les maquis, a participé, en 1944, aux attaques contre les maquis, notamment du Vercors, des Glières et de l'Ain.
2. les forces auxiliaires suivantes :
  - le Kampfgruppe « Zabel » (composé notamment d’un bataillon de grenadiers de la 9e Panzerdivision et d’un Ostbataillon) ;
  - trois bataillons de l'Ost-Legion ;
  - environ deux cents Feldgendarmen ;
  - un bataillon de sécurité (I./Sicherungs-Regiment 200) ;
  - un bataillon de police (I./SS Polizei Regiment 19) comme point d'appui pour la base sanitaire ;
  - environ quatre cents commandos parachutistes des forces spéciales (Fallschirm-Kampfgruppe « Schäfer »[22]).

D'après les rapports journaliers de l'OB West des 23 et 24 juillet 1944, transmis par le Militärbefehlshaber in Frankreich, ont été aéroportées sur Vassieux, les 21 et 23 juillet 1944, les troupes suivantes :
1. Tout d’abord, le 21 juillet 1944, environ deux cents hommes issus des Fallschirmjäger-Bewährungstruppe (troupes disciplinaires) formant le Fallschirm-Kampfgruppe « Schäfer »[22], et, puisque, selon Alain Chazette[24], trois Français ont été tués dans un planeur écrasé près de La Mure, soit un groupe de la 8e compagnie du 3e régiment « Brandenburg » (composée de volontaires français), soit un groupe de la Sipo-SD de Lyon accompagnant le Kommandeur, ont été aéroportés de Lyon-Bron à Vassieux par vingt-deux planeurs DFS-230 (chacun un pilote et neuf soldats), remorqués par des Dornier-17 du I./Luftlandegeschwader 1[25]. D'après Peter Lieb[26], un planeur a été contraint de se poser avant l'objectif, deux planeurs se sont écrasés et sept ont atterri loin de Vassieux ; donc, la première vague d'assaut sur ce village ne comprenait qu'une centaine de soldats.
2. Ensuite, le 23 juillet 1944, vingt planeurs DFS-230 et, remorqués par des Heinkel-111 du I./LLG 1, trois planeurs Go-242 (chacun deux pilotes et vingt et un soldats ou du matériel)[25] ont transporté, de Valence-Chabeuil à Vassieux, une Ostkompanie (Ost-Legion : volontaires russes, ukrainiens et caucasiens) appartenant au Freiwilligen-Stamm-Regiment 3 stationné à Mâcon, et une section de chasseurs parachutistes[23]. D'après Peter Lieb[26], deux DFS-230, au moins, et un Go-242 se sont égarés, un autre Go-242 s'est posé trop loin, un seul, apportant des armes lourdes (mortiers) et du ravitaillement, a atterri à Vassieux ; donc, la seconde vague d'assaut ne comprenait qu'environ cent cinquante soldats.

En outre, le Kommandeur der Sipo-SD de Lyon (KDS), le SS-Obersturmbannführer (lieutenant-colonel SS) Werner Knab, a été également aéroporté sur Vassieux dès le 21 juillet et, blessé par balles, a été évacué dans un Fieseler Fi 156 Storch le 24 juillet ; il aurait joué un grand rôle dans le massacre des maquisards et des habitants.
Cela dit, il faut préciser que le Fallschirm-Kampfgruppe « Schäfer » a été détaché du Kampfgeschwader 200 le 8 juin 1944 et qu'il était composé de volontaires issus de Fallschirmjäger-Bewährungstruppe (troupes disciplinaires), rassemblés à Tangerhütte et entraînés pendant trois mois à Dedelstorf pour un assaut à partir de planeurs. Ces troupes devaient déjà comprendre des légionnaires de l'Est, puisque quatre Ukrainiens ont été tués avec les trois Français dans le planeur écrasé près de La Mure le 21 juillet. Le Fallschirm-Kampfgruppe « Schäfer » était placé sous l'autorité de la Luftflotte 3 et non plus sous celle du Kampfgeschwader 200.
D'après Jacques Delperrié de Bayac, la Milice française (environ cinq cents francs-gardes et des agents du 2e service) n'a pas participé à l'assaut final en juillet : arrivée début avril, elle a combattu aux côtés des Allemands en juin, mais a quitté le Vercors à la fin de ce mois. Cependant, selon Pierre Faillant de Villemarest, qui a participé directement aux combats, des Français au service des Allemands se sont infiltrés dans les rangs des maquisards et ont tiré sur ceux-ci lors de l'attaque allemande. D'après Olivier Pigoreau, il s'agirait de volontaires français, militants des partis collaborationnistes, anciens du front de l'Est, authentiques voyous ou maquisards « retournés », qui formaient la 8e compagnie (donc 2e bataillon) du 3e régiment de la division « Brandenburg », et qui ont combattu les maquis, souvent par infiltration, dans le Sud et dans l'Est de la France avant de se replier en Allemagne.

### Le maquis du Vercors dans la mémoire nationale
En hommage à cet épisode héroïque, la commune de Vassieux a été élevée au rang de Compagnon de la Libération par le Général de Gaulle sur décret du 4 août 1945. Plus tard, un mémorial a été construit au-dessus de ce village, au lieu-dit Col de la Chau, sur la route de Font d'Urle. Il retrace de façon poignante ces événements tragiques.
Le commandant Pierre Tanant a écrit :
« Il est quelque chose de plus important que de savoir si le Vercors est justifiable sur le plan stratégique, c'est de savoir s'il l'est sur le plan moral… »
« Sur ce vaste plateau, des Français de toutes origines et de toutes opinions ont su se grouper et s'unir avec la seule ambition d'échapper à la servitude… »
« Tant de sang versé a fait de ces montagnes une terre sacrée, une terre qui doit être maintenant respectée comme un sanctuaire où le flambeau de notre liberté a été rallumé, comme l'un des berceaux de la Renaissance française ».

## Débats et controverses
Autour de l'Histoire du maquis du Vercors, et plus particulièrement de son tragique épisode, certaines questions ont fait l'objet d'un débat plus ou moins récurrent.

### Stratégie de défense du maquis
Le succès de l'offensive allemande a été facilité par certaines défaillances militaires du côté des maquisards, notamment l'absence de protection du terrain de Vassieux. La mise en place d'une DCA, même sommaire, aurait pu infliger de très lourdes pertes aux 200 hommes débarqués le 21 juillet et éviter ainsi la neutralisation du village de Vassieux par ces troupes aéroportées. Plus généralement, à la suite de Noguères, on peut questionner le choix des militaires du Vercors de mener contre un adversaire plus puissant un combat « en ligne » plutôt qu'un combat de guérilla qui aurait consisté en un repli organisé. Cette question a été posée avec une certaine virulence par Gilbert Joseph, un maquisard du Vercors qui publia en 1972 Combattant du Vercors aux éditions Fayard. Trois dirigeants du maquis, Samuel, Le Ray et Costa de Beauregard se sont alors exprimés sous la forme d'une lettre au président-directeur des éditions Fayard, en expliquant qu'« avec des volontaires non aguerris et peu entraînés, un combat encadré est moins coûteux, à rentabilité égale que la guérilla dispersée ».

### Trahison du maquis par Alger?
À partir du verrouillage du plateau effectué aux alentours du 8 juin 1944, les maquisards du Vercors attendent l'arrivée d'importants renforts des Alliés ou du GPRF d'Alger, conformément au plan Montagnard. Avant même le débarquement du 6 juin, au mois de mai 1944, Eugène Chavant s'est rendu à Alger et a reçu de Jacques Soustelle, au nom du général de Gaulle, un ordre écrit destiné à Descour, enjoignant au Vercors de poursuivre sa mission. Il a également reçu du lieutenant-colonel Constans, responsable de la DGSS et représentant français au sein de l'organisme interallié SPOC (Special Project Operation Center) la promesse de 4 000 parachutistes. Il s'avère que Constans a été enthousiasmé par le projet, mais qu'il ne sait pas en quoi consiste le projet Montagnards. Ces promesses expliquent le télégramme envoyé par Chavant dans la nuit du 21 au 22 juillet qui se termine par « Et nous serons d'accord avec eux (la population) pour dire que ceux qui sont à Londres et à Alger n'ont rien compris à la situation dans laquelle nous nous trouvons et sont considérés comme des criminels et des lâches. Nous disons bien : criminels et lâches ».
Par la suite, Chavant n'entretient pas la thèse de la trahison, mais cette dernière est sous-jacente tout au long du livre que Pierre Dalloz publie en 1979 et résumée dans la conclusion par cette citation de Paul Dreyfus :

« Le 15 août 1944, jour du débarquement de Provence, à 5 h 30, 396 avions de transport partis de la région de Rome larguent au-dessus de la vallée de l'Argens 5 100 parachutistes américains et anglais, aux ordres du général Robert Frederick. Ils ont pour mission de semer le trouble sur les arrières de l'ennemi, d'empêcher l'arrivée de renforts… Dans la journée deux autres vagues d'avions et de planeurs amènent des renforts, ce qui porte à 9 660 le nombre des parachutistes… Tous les moyens qui avaient été refusés à la guerre populaire, les voici qui apparaissent enfin, et à grande échelle, quand les armées régulières, bien tenues en main, entrent en jeu. »

Quels que soient les engagements pris par les services français, ces derniers restent totalement dépendants de leurs alliés britanniques et américains pour disposer d'avions, que ce soit pour le transport, le parachutage ou le bombardement. À Alger, le commissaire à l'Air communiste, Fernand Grenier, entreprend au lendemain du débarquement en Normandie de créer une force aérienne consacrée au soutien aux maquis. Cette unité en projet fut baptisée Unité patrie. Une trentaine d'appareils servant au groupe Picardie ou dans les écoles de pilotage sont identifiés comme pouvant être rattachés à Unité patrie. Le projet de Grenier est approuvé mais, d'après Grenier, de Gaulle n'a jamais signé les décrets d'application. La situation s'envenime entre Grenier et de Gaulle si bien que le 26 juillet 1944, trois jours après la chute du Vercors, Grenier dénonce au cours d'une conférence de presse « l'attentisme, crime contre la patrie ». Cette incartade vaut à Grenier d'être remercié un mois plus tard pour être remplacé par Charles Tillon.
D'après Jean Vallette d'Osia, qui est alors à l'État-major d'Hydra, la constitution du groupe Unité patrie est effectivement mis en branle, mais les avions qui doivent en constituer l'ossature sont tous dans un état si lamentable qu'il faut procéder à une révision générale de chacun d'eux, ce qui rend illusoire de les affecter au soutien du Vercors.
L'historien Gilles Vergnon se rallie à l'analyse faite vingt ans après les événements par Roland Costa de Beauregard : il n'y a pas eu trahison, mais abandon. Après l'arrestation de Delestraint et le départ de Dalloz du Vercors, en mai 1943, il n'y a plus eu de relations suivies entre le Vercors et l'entourage de de Gaulle, et lorsque Chavant se rend à Alger en mai 1944, il est trop tard, les plans alliés sont déjà établis.

### Cohabitation des civils et des militaires
Dans son livre de 1972, l'ancien maquisard du Vercors Gilbert Joseph met violemment en cause le commandement militaire local en écrivant, par exemple : « Si les maquisards avaient eu connaissance du télégramme de Chavant, ils auraient proclamé à la face du monde que s'il y avait des criminels, c'était à l'intérieur même du Vercors, parmi les responsables militaires qu'il fallait les chercher ». Le livre de Joseph est plutôt bien accueilli par la presse nationale, surtout d'ailleurs dans la presse nationale classée à droite comme Carrefour ou L'Aurore, mais quelques années auparavant, un autre auteur, Jean Noaro, a déjà dénoncé « une entreprise de militaires attardés et panachards ». Dans le journal Le Monde, Jean-Marie Domenach, directeur de la revue Esprit, mais aussi ancien du Vercors, renchérit en désignant le corps des officiers de carrière comme « principal responsable des revers du maquis ».
Sans parler de la population des villages du Vercors, la cohabitation au sein du maquis entre civils et militaires connaît quelques tiraillements, dont le plus notable est l'arrestation du chef civil Chavant par les cuirassiers de Geyer, le 29 juin 1944, suivie de l'arrestation de Geyer par les hommes des « combattants civils ». Cet incident, qui intervient alors que Geyer n'est plus le chef militaire de l'ensemble du maquis, est relaté par un rapport d'inspection du maquis qui note que les relations entre Chavant et le responsable militaire Huet sont par ailleurs excellentes, mais relève la contradiction entre la logique des maquis clandestins qui implique l'exécution de « coups de main » et celle du rétablissement de la légalité dans les territoires libérés qui exclut ce genre de pratique.
À côté de ces différentes logiques de résistance armée, il y a les clivages sociologiques relevés par Gilbert Joseph qui évoque l'opposition entre des officiers conservateurs qui vomissaient l'égalité sociale et exhibaient leur foi religieuse et des civils attachés aux traditions républicaines. L'historien Henri Noguères, qui a aussi été résistant affilié à Franc-Tireur, a parlé de l'abîme séparant les militaires « gavés de tradition d'un autre âge » et les combattants volontaires venus « pour défendre tout autre chose que le fanion d'un bataillon ».
Il n'est pas contestable que la « militarisation », avec toutes ses manifestations apparentes, est une politique revendiquée par le commandant Huet et son adjoint le capitaine Pierre Tanant. Le 13 juillet, Huet décide que les unités placées sous ses ordres « reprennent les traditions militaires des corps de troupe de la région et leurs écussons chargés de gloire ». Les maquisards des « camps » et des compagnies civiles sont ainsi enrégimentés dans des unités reconstituées : 6e BCA, 12e BCA, 14e BCA, 11e cuirassiers, alors que les tirailleurs sénégalais libérés du camp de La Doua, à Lyon, et acheminés sur le Vercors sont enrôlés dans la section franche de tirailleurs africains.
L'historien Gilles Vergnon observe que parmi les maquisards, l'attirance pour cette « militarisation » est plutôt la règle que l'exception et qu'elle ne saurait être interprétée sommairement à partir d'une grille d'analyse gauche/droite si l'on considère que dans l'entre-deux-guerres, le port de l'uniforme est une pratique répandue assez universellement y compris parmi les organisations de jeunesses de gauche.

### Attitude de la population
Les différentes composantes ayant constitué le maquis n'étant pas issues spécifiquement du plateau du Vercors, la question se pose de savoir quelle a été l'attitude de la population.
Dès 1943, le maquis a reçu le soutien d'une bonne partie de la population et il semble que ceux qui n'étaient pas favorables à la Résistance n'étaient pas non plus hostiles au maquis dont les membres sont souvent appelés des « dissidents ». Ce soutien relatif s'inscrit dans un contexte où jusqu'au bombardement de Vassieux le 13 juillet 1944, la population n'a pratiquement pas subi de répression ou d'occupation. Les paysans du Vercors ont vu très peu d'Allemands, et les sentiments anti-allemands ne sont pas particulièrement vivaces.
Cette relative bienveillance s'étend à des représentants d'institutions structurantes de la société. Ainsi, à partir du mois d'août 1943, les sept gendarmes de la brigade de La Chapelle passent d'une neutralité bienveillante vers un soutien plus actif. Plus tard, ces gendarmes sont d'ailleurs malmenés par les miliciens lors de l'incursion de la Milice en avril 1944. Cette opération de la Milice est d'ailleurs précédée par la neutralisation de huit brigades et l'arrestation de 18 gradés ou simples gendarmes. Toujours lors de cette opération, l'abbé Aimé Gagnol, curé de Vassieux, déclare devant 200 miliciens venus assister à la messe le 23 avril « vous êtes les premiers terroristes que nous rencontrons ici ». Le curé de Corrençon, Johannès Vincent est encore plus impliqué dans l'aide aux maquis.
Les sentiments de la population restent favorables aux nouvelles autorités après l'afflux des nouveaux maquisards au début de juin 1944 et l'instauration d'une nouvelle administration dans la zone libérée. Le 13 juillet, le préfet de région signale un mouvement très net de la population en faveur de la Résistance. Trois jours avant, un rapport de la gendarmerie de Châtillon-en-Diois mentionne des craintes soulevées parmi la population par l'ignorance en matière militaire des hommes en position sur les barrages routiers.
La population est rassurée par l'embryon d'appareil étatique et d'ailleurs, elle bénéficie aussi des retombées des parachutages, mais une partie d'entre elles craint le pire et condamne la sortie de la clandestinité des dissidents. Les édiles locaux continuent, avec les nouvelles autorités, à gérer le quotidien comme ils le faisaient avec l'administration de Vichy.
Monique Guyot (1906-2001), villardoise, directrice de la pension Sainte-Marie proche de la mairie, propriétaire de ferme à La Chapelle-en-Vercors, est l'auteure d'un journal écrit durant la fin de la Seconde Guerre mondiale. Celui-ci présente, avec le prisme de sa propre opinion (anti-allemande et anti-résistance car pétainiste), les faits survenus dans le village et le massif du Vercors durant cette période. Ce recueil se présente comme un simple témoignage d'une personne ayant vécu dans ce secteur au moment du maquis et des combats qui lui sont liés ; il est publié aux Presses universitaires de Grenoble avec des annotations de Philippe Laborie sous le titre Journal d'une pétainiste et écrit entre janvier 1944 et mai 1945,.